# IC 491
IC 491 је спирална галаксија у сазвјежђу Рак која се налази на листи објеката дубоког неба у Индекс каталогу.
Деклинација објекта је + 26° 31' 10" а ректасцензија 8h 3m 55,0s. Привидна величина (магнитуда) објекта IC 491 износи 14,5 а фотографска магнитуда 15,3. IC 491 је још познат и под ознакама CGCG 148-106, PGC 22631.